# Roscheid
Roscheid ist eine Ortsgemeinde im Eifelkreis Bitburg-Prüm in Rheinland-Pfalz. Sie gehört der Verbandsgemeinde Arzfeld an.

## Geographie
Die Ortsgemeinde liegt im Islek in der Südeifel, etwa 5 km östlich der Staatsgrenze zu Luxemburg.
Angrenzende Gemeinden sind Harspelt im Norden, Herzfeld im Osten, Dahnen im Südwesten, Eschfeld im Süden sowie Sevenig (Our) im Westen.
77,2 % des Gemeindegebietes werden landwirtschaftlich genutzt, 18,8 % sind von Wald bestanden.

## Geschichte
Nordwestlich von Roscheid wurde 1938 ein römisches Brandgrab zerstört. Als Beigaben konnten Keramik, eine Schale und eine Münze beobachtet werden. Eine Datierung konnte in die zweite Hälfte des 1. Jahrhunderts n. Chr. erfolgen.
Roscheid hat seine Ursprünge in den mittelalterlichen Rodungsphasen, worauf die Ortsnamensendung „-scheid“ hinweist. Erstmals urkundlich erwähnt wurde der Ort als „Roischeit“ im Jahr 1451. Die Grundherrschaft hatte die Abtei Prüm.
Der Ort gehörte bis 1794 zur Meierei Eschfeld-Arzfeld in der Herrschaft Dasburg, die Teil des Herzogtums Luxemburg war. Nach der Annexion der Österreichischen Niederlande, zu der das Herzogtum Luxemburg gehörte, durch französische Revolutionstruppen wurde die Gemeinde Roscheid nach 1795 Teil der Französischen Republik (bis 1804) und anschließend des Französischen Kaiserreichs. Der Ort wurde der Mairie Eschfeld im Kanton Arzfeld des Arrondissements Bitburg (Bitbourg) im Departement der Wälder zugewiesen. Nach der Niederlage Napoleons wurde aufgrund der Beschlüsse auf dem Wiener Kongress das vormals luxemburgische Gebiet östlich der Sauer und der Our 1815 dem Königreich Preußen zugesprochen. Unter der preußischen Verwaltung kam Roscheid 1816 zum neu errichteten Kreis Prüm im Regierungsbezirk Trier, der von 1822 an zur preußischen Rheinprovinz gehörte. und wurde von der Bürgermeisterei Eschfeld verwaltet. 1843 bestand Roscheid aus 23 Häusern mit 158 Einwohnern. Alle Einwohner waren katholisch, sie waren nach Eschfeld eingepfarrt. Auch schulisch gehörte Roscheid zu Eschfeld.
Als Folge des Ersten Weltkriegs war die gesamte Region dem französischen Abschnitt der Alliierten Rheinlandbesetzung zugeordnet. Die Bürgermeisterei Eschfeld wurde 1927 in Amt umbenannt und ging 1936 im Amt Daleiden-Leidenborn auf. Gegen Ende des Zweiten Weltkriegs lag Roscheid in der Hauptkampflinie des Westwalls und wurde zu 80 % zerstört. Nach dem Krieg wurde der Ort innerhalb der französischen Besatzungszone Teil des damals neu gebildeten Landes Rheinland-Pfalz. Mit dem „8. Landesgesetz über die Verwaltungsvereinfachung im Lande Rheinland-Pfalz“ wurden die Ämter Daleiden-Leidenborn (mit Roscheid) und Waxweiler am 7. November 1970 zur heutigen Verbandsgemeinde Arzfeld fusioniert.
Bevölkerungsentwicklung
Die Entwicklung der Einwohnerzahl von Roscheid, die Werte von 1871 bis 1987 beruhen auf Volkszählungen:
| Jahr | Einwohner |
| ---- | --------- |
| 1815 | 98        |
| 1835 | 158       |
| 1871 | 198       |
| 1905 | 150       |
| 1939 | 358       |
| 1950 | 120       |

| Jahr | Einwohner |
| ---- | --------- |
| 1961 | 101       |
| 1970 | 99        |
| 1987 | 90        |
| 1997 | 67        |
| 2005 | 70        |
| 2023 | 46        |

## Politik

### Gemeinderat
Der Gemeinderat in Roscheid besteht aus sechs Ratsmitgliedern, die bei der Kommunalwahl 2024 in einer Mehrheitswahl gewählt wurden, und der ehrenamtlichen Ortsbürgermeisterin als Vorsitzenden.

### Bürgermeister
Ortsbürgermeisterin ist die parteilose, bei ihrer Wahl 19-jährige Caroline Candels, die dadurch zur jüngsten Bürgermeisterin Deutschlands wurde.

### Wappen
| Wappen von Roscheid | Blasonierung: „In Silber ein blauer Wellenbalken im Schildfuß, darüber eine rote, knorrige und entwurzelte Eiche mit je zwei seitlichen Ästen mit jeweils zwei gestielten Eicheln, die Stiele rot, die Eicheln grün, die unteren Äste in zwei, die oberen Äste wie die Baumspitze in einem grünen Blatt endend, unterhalb des Wellenbalkens zwei gekreuzte rote Äxte mit schwarzer Klinge.“ |
| Wappen von Roscheid | Wappenbegründung: Die Heroldsfarben Rot und Silber stehen für die Grundherrschaft durch die Abtei Prüm sowie bis zum Ende der Feudalzeit deren Vögte, den Grafen von Vianden. Die Abtei hat im späten Mittelalter Siedlungsraum in den Höhenlagen durch Rodungsmaßnahmen erschlossen. Die Äxte im Wappen weisen auf diese Entstehung hin. Der Wasserlauf, als blauer Wellenbalken, steht für die vier Bäche in der Gemarkung. Die Stieleiche im Alter von ca. 350 bis 400 Jahren ist als Naturdenkmal eingetragen und steht im Ortsteil Thomashaus. |

## Sehenswürdigkeiten
Sehenswert ist eine alte Stieleiche im Ortsteil Thomashaus, die als Naturdenkmal ausgewiesen ist.

## Wirtschaft und Infrastruktur

### Landwirtschaft
Roscheid ist heute eine landwirtschaftlich geprägte Wohngemeinde. Seit 1971, als noch 22 landwirtschaftliche Betriebe gezählt wurden, hat die landwirtschaftlich genutzte Fläche geringfügig von 343 ha auf 340 ha (2010) abgenommen, die von sechs Betrieben bewirtschaftet werden.

### Öffentliche Einrichtungen
Die Ortsgemeinde ist Standort einer Freiwilligen Feuerwehr mit sieben Mitgliedern.

### Verkehr
Roscheid liegt an der Kreisstraße 152, von der im Ort die K 153 nach Herzfeld abzweigt.